# جيوفري واتسون
جيوفري واتسون (بالإنجليزية: Geoffrey Watson)‏ هو رياضياتي أسترالي، ولد في 3 ديسمبر 1921 في بنديجو في أستراليا، وتوفي في 3 يناير 1998 في فيلادلفيا في الولايات المتحدة.